# Cabrières (Hérault)
Cabrières è un comune francese di 485 abitanti situato nel dipartimento dell'Hérault nella regione dell'Occitania.

## Società

### Evoluzione demografica
Abitanti censiti